# Зейферт, Габриэле
Габриэле (Габи) Зайферт (Зайферт, нем. Gabriele Seyfert; род. 23 ноября 1948, Хемниц, Германия) — восточногерманская фигуристка, выступавшая в женском одиночном разряде. Серебряный призёр зимних Олимпийских игр 1968 года, двукратная чемпионка мира (1969, 1970) и трёхкратный серебряный призёр чемпионатов мира (1966, 1967, 1968), трёхкратная чемпионка Европы (1967, 1969, 1970) и двукратный серебряный призёр чемпионатов Европы (1966, 1968), десятикратная чемпионка ГДР.

## Биография
Тренером Габи была её мать — Ютта Мюллер. Зайферт — одна из первых спортивных звёзд ГДР, получивших мировую известность. В 1968 году она стала первой женщиной, чисто исполнившей тройной риттбергер.
На протяжении ряда лет была главной конкуренткой американской фигуристки Пегги Флеминг, но ни разу не смогла победить её. В 1968 году Габриэле становится серебряным призёром Олимпиады в Гренобле. Кроме того, она двукратная чемпионка мира (1969 и 1970 годы), трёхкратная чемпионка Европы (1967, 1969 и 1970 годы) и десятикратная чемпионка ГДР (с 1961 по 1970 год подряд).

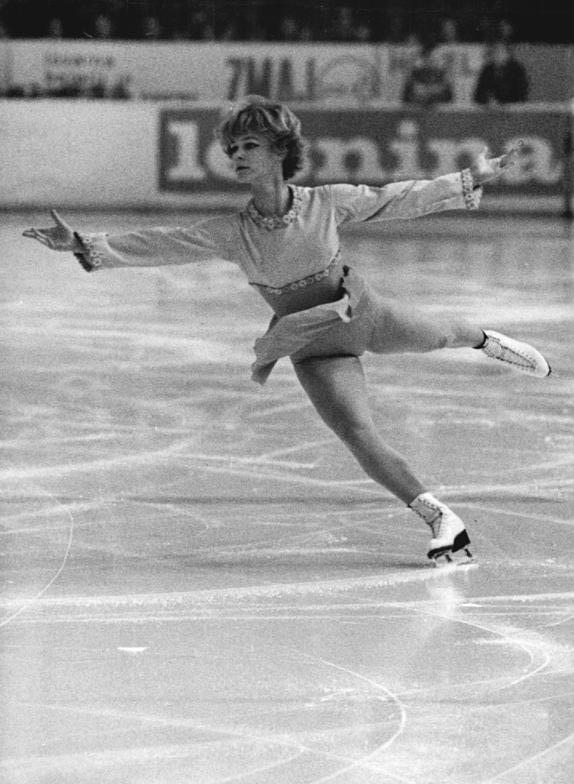
Габи Зайферт в 1970 году.

В 1970 году закончила любительскую карьеру. Ей было сделано предложение кататься в шоу «Holiday on Ice», но власти ГДР не дали ей разрешения на эту работу.
В 1972 году окончила Институт физической культуры в Лейпциге (DHFK).
В 1974 году, в 1-м браке (с июля 1972 года) с чемпионом ГДР в танцах на льду Эберхардом Рюгером родилась её дочь Шейла.
Первое время после ухода из спорта работала тренером по фигурному катанию. В частности тренировала очень талантливую фигуристку Анетт Пётч. Но из-за существовавшей тогда тренерской иерархии Пётч была передана в группу матери Зайферт, Ютты Мюллер, и Габи завершила тренерскую карьеру..
С 1984 по 1991 год она вела шоу на льду в Фридрихштадтпаласт в Восточном Берлине, где она была ведущей солисткой и хореографом. После того как этот проект был закрыт, работала в фирме, занимающейся клинингом и охраной домов.
Живёт в Берлине (предместье Каров). После 1-го брака спутником её жизни был известный в ГДР эстрадный режиссёр Бертольд Байссерт, а в 1980-м году она снова вышла замуж за экономиста Йохена Мессершмидта. В 2011 году третий раз вышла замуж за инженера Эгберта Кёрнера, свадебная церемония прошла на Гавайях.
В 1998 году она выпустила автобиографическую книгу под названием: «Что-то еще будет: Моя жизнь больше, чем обязательная и произвольная программа».

## Награды и премии
- Орден «За заслуги перед Отечеством» II степени
- Лучшая спортсменка года в ГДР (1966)
- Медаль Артура Беккера I степени
- С 2019 года входит в Зал славы мирового фигурного катания[6].

## Спортивные достижения
|                         | 60-61 | 61-62 | 62-63 | 63-64 | 64-65 | 65-66 | 66-67 | 67-68 | 68-69 | 69-70 |
| ----------------------- | ----- | ----- | ----- | ----- | ----- | ----- | ----- | ----- | ----- | ----- |
| Зимние Олимпийские игры |       |       |       | 19    |       |       |       | 2     |       |       |
| Чемпионаты мира         |       |       |       |       | 5     | 2     | 2     | 2     | 1     | 1     |
| Чемпионаты Европы       | 21    | 12    | 10    |       | 5     | 2     | 1     | 2     | 1     | 1     |
| Чемпионаты ГДР          | 1     | 1     | 1     | 1     | 1     | 1     | 1     | 1     | 1     | 1     |